# علی شیخ‌الاسلام
علی شیخ‌الاسلام (زادهٔ ۱۲۹۹ – درگذشتهٔ ۱۴ آذر ۱۳۸۸) سیاستمدار اهل ایران بود. وی بنیانگذار و نخستین رئیس دانشگاه ملی ایران بود.

## زندگی شخصی
شیخ‌الاسلام سال ۱۲۹۹ در اصفهان به دنیا آمد. خانوادهٔ او از فعالان جنبش مشروطه بودند و پدرش میرزا علی اکبر شیخ‌الاسلام از اعضای دوره چهارم مجلس شورای ملی بود و جدش  محمدباقر سبزواری، معروف به محقق سبزواری از علماء و فقهای شیعه در قرن یازدهم هجری بوده است. وی پس از تحصیل در مقطع کارشناسی رشته‌های حقوق و جامعه‌شناسی در دانشگاه تهران، تحصیلاتش را در ایالات متحدهٔ آمریکا ادامهٔ داد و در مقطع دکترای رشتهٔ حقوق از دانشگاه نیویورک فارغ‌التحصیل شد.

## تأسیس دانشگاه ملی

شیخ‌الاسلام (نفر دوم از سمت راست)

محمدرضا پهلوی در سال ۱۳۳۳ به ایالات متحدهٔ آمریکا سفر کرد و با دانشجویان ایرانی دیدار داشت. در این دیدار ایدهٔ تأسیس دانشگاه ملی در سخنرانی علی شیخ‌الاسلام مطرح شد. محمدرضا پهلوی با این طرح موافقت کرد و سرانجام در سال ۱۳۳۸ دانشگاه ملی تأسیس شد. شیخ‌الاسلام به عنوان نخستین رئیس این دانشگاه انتخاب شد. اما در سال ۱۳۴۴ پس از آن که بین او و محمدرضا پهلوی اختلافاتی در زمینهٔ ادارهٔ دانشگاه به وجود آمد از سمت ریاست دانشگاه برکنار شد. شیخ‌الاسلام در کتاب خود از این واقعه با عنوان غصب دانشگاه ملی توسط شاه یاد می‌کند.

## آثار
- رنسانس ایران، دانشگاه ملی ایران و شاه (سال ۱۳۶۹)[۶]